# العلاقات البوتسوانية السورية
العلاقات البوتسوانية السورية هي العلاقات الثنائية التي تجمع بين بوتسوانا وسوريا.

## مقارنة بين البلدين
هذه مقارنة عامة ومرجعية للدولتين:
| وجه المقارنة                                              | بوتسوانا                       | سوريا                    |
| --------------------------------------------------------- | ------------------------------ | ------------------------ |
| المساحة (كم2)                                             | 581.74 ألف                     | 185.18 ألف               |
| عدد السكان (نسمة)                                         | 2.29 مليون                     | 18.27 مليون              |
| الكثافة السكانية (ن./كم²)                                 | 3.94                           | 98.66                    |
| العاصمة                                                   | غابورون                        | دمشق                     |
| اللغة الرسمية                                             | اللغة الإنجليزية               | اللغة العربية            |
| العملة                                                    | بولا بوتسواني                  | ليرة سورية               |
| الناتج المحلي الإجمالي (بليون دولار)                      | 17.41 مليار                    | 60.20 مليار              |
| الناتج المحلي الإجمالي (تعادل القوة الشرائية) بليون دولار | 35.84 مليار                    |                          |
| الناتج المحلي الإجمالي الاسمي للفرد دولار أمريكي          | 6.36 ألف                       |                          |
| الناتج المحلي الإجمالي للفرد دولار أمريكي                 | 16.10 ألف                      |                          |
| مؤشر التنمية البشرية                                      | 0.698                          | 0.594                    |
| رمز المكالمات الدولي                                      | +267                           | +963                     |
| رمز الإنترنت                                              | .bw                            | .sy                      |
| المنطقة الزمنية                                           | ت ع م+02:00، توقيت وسط إفريقيا | ت ع م+02:00، ت ع م+03:00 |

## منظمات دولية مشتركة
يشترك البلدان في عضوية مجموعة من المنظمات الدولية، منها:
| علم المنظمة | اسم المنظمة                               | تاريخ انضمام بوتسوانا | تاريخ انضمام سوريا |
| ----------- | ----------------------------------------- | --------------------- | ------------------ |
|             | مؤسسة التنمية الدولية                     | 24 يوليو 1968         | 28 يونيو 1962      |
|             | يونسكو                                    | 16 يناير 1980         | 16 نوفمبر 1946     |
|             | وكالة ضمان الاستثمار متعدد الأطراف        | 15 مايو 1990          | 14 مايو 2002       |
|             | الأمم المتحدة                             | 17 أكتوبر 1966        | 24 أكتوبر 1945     |
|             | الاتحاد البريدي العالمي                   | ?                     | ?                  |
|             | البنك الدولي للإنشاء والتعمير             | 24 يوليو 1968         | 10 أبريل 1947      |
|             | الاتحاد الدولي للاتصالات                  | 2 أبريل 1968          | 12 يناير 1924      |
|             | منظمة حظر الأسلحة الكيميائية              | ?                     | ?                  |
|             | مؤسسة التمويل الدولية                     | 23 مارس 1979          | 28 يونيو 1962      |
|             | المركز الدولي لتسوية المنازعات الاستشارية | 14 فبراير 1970        | 24 فبراير 2006     |
|             | منظمة الشرطة الجنائية الدولية             | ?                     | ?                  |

## وصلات خارجية
- موقع وزارة الخارجية البوتسوانية